# Bénivay-Ollon
Bénivay-Ollon település Franciaországban, Drôme megyében. Lakosainak száma 76 fő (2022. január 1.). Bénivay-Ollon Montaulieu, Beauvoisin, Châteauneuf-de-Bordette, Mérindol-les-Oliviers, Propiac, Rochebrune és Puyméras községekkel határos.

## Népesség
A település népességének változása:
| Lakosok száma | 44   | 77   | 74   | 62   | 62   | 58   | 66   | 72   | 75   | 76   |
|               | 1968 | 1982 | 1990 | 2006 | 2013 | 2015 | 2017 | 2019 | 2020 | 2022 |